# 四宮章夫
四宮 章夫（しのみや あきお、1948年11月 - ）は、日本の弁護士、元裁判官。弁護士法人淀屋橋・山上合同所属。現在はコスモス法律事務所。徳島県出身。

## 人物
倒産・事業再生を専門とする。フェニックス電機の更生管財人など、実績多数。

## 略歴
- 徳島県立城南高等学校を経て、京都大学法学部卒業
- 1973年 司法修習修了後、裁判官任官
- 1981年 退官し、弁護士登録（大阪弁護士会）
- 1996年 法制審議会倒産法部会幹事
- 1999年 最高裁判所民事規則制定諮問委員会幹事
- 2004年 京都産業大学法科大学院専任教授
- 2007年 京都大学経済学研究科非常勤講師

| スタブアイコン | サブスタブ | この項目は、まだ閲覧者の調べものの参照としては役立たない、人物に関連した書きかけの項目です。この項目を加筆・訂正などしてくださる協力者を求めています（P:人物伝/PJ:人物伝）。 |